# Révolution autrichienne de 1848
 (mars 2023).
Si vous disposez d'ouvrages ou d'articles de référence ou si vous connaissez des sites web de qualité traitant du thème abordé ici, merci de compléter l'article en donnant les références utiles à sa vérifiabilité et en les liant à la section « Notes et références ».
Pour les articles homonymes, voir Révolution de 1848.

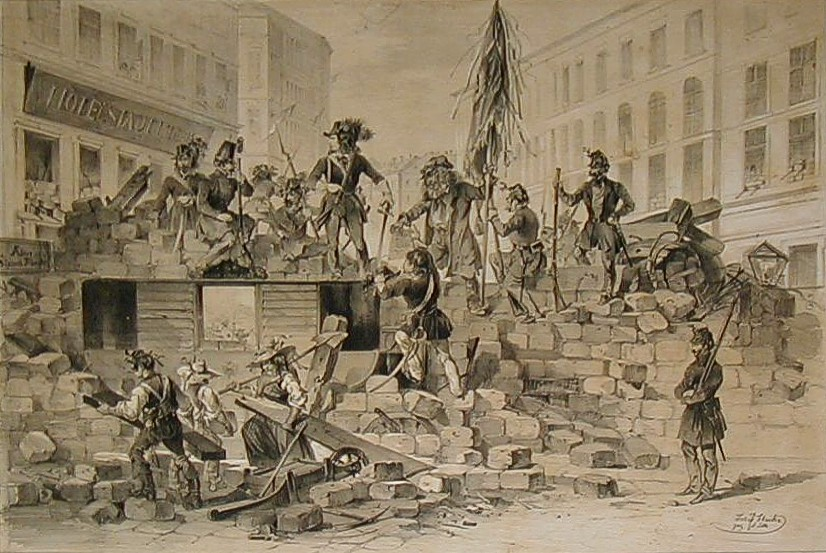
Joseph Heicke, Barricade à Vienne, 26-27 mai 1848, 1848.

La révolution autrichienne de 1848 consiste en une série de soulèvements bourgeois démocratiques ou nationalistes qui s'inscrit en Autriche dans le contexte du Printemps des peuples et de la révolution de Mars. Les insurrections à Vienne et dans les territoires de l’empire avaient pour but d'établir des libertés politiques ; ils ont d'abord vaincu la restauration du régime Metternich, pour ensuite voir les peuples de l'État plurinational réclamer des libertés civiques et l'autonomie de leurs territoires. En faisaient partie, entre autres, la révolte des Tchèques en Bohême, la révolution hongroise, et la première guerre d'indépendance italienne en Lombardie-Vénétie soutenue par le royaume de Sardaigne. Finalement, du fait de leurs propres divisions, les rébellions ont été réprimées par la force et ont été suivies par l'ère réactionnaire sous le règne de l'empereur François-Joseph Ier.

## La Révolution
Les événements français de la révolution de février 1848 servent de déclencheur à un mouvement révolutionnaire viennois qui existait déjà depuis quelque temps à l'état latent. Une manifestation d'étudiants et de bourgeois à Vienne le 13 mars provoque la chute inattendue du gouvernement de Klemens Wenzel von Metternich qui dominait la vie politique autrichienne depuis près de 27 ans. La troupe ouvre le feu sur les manifestants faisant des victimes. Le prince de Metternich donne sa démission le soir même et est forcé de s'enfuir dans une voiture de blanchisseuse. Il fait cette remarque désabusée : « J'ai gouverné l'Europe, jamais l'Autriche ». Parallèlement, l'empereur Ferdinand accorde une constitution, tandis que les Milanais profitent des événements pour chasser le 18 mars les garnisons autrichiennes du Royaume lombardo-vénitien, royaume satellite entièrement sous l'autorité de Vienne : ce sont les « Cinq journées de Milan ». Cette insurrection est à l'origine de la Première Guerre d'indépendance italienne qui oppose le royaume de Sardaigne à l'empire d'Autriche.

## La constituante
Au printemps est élue au suffrage universel une assemblée constituante qui abolit les droits féodaux mais se découvre très divisée entre les différentes nationalités et les factions politiques représentant un large spectre de la droite conservatrice à la gauche libérale. Cette initiative démocratique entraîne une décomposition de l'Empire. Plusieurs gouvernements libéraux éphémères se succèdent dirigés par : le comte Kolowrat (17 mars-4 avril), le comte Ficquelmont (4 avril-3 mai), le baron Pillersdorf (3 mai-8 juillet) le baron Doblhoff-Dier (8 juillet-18 juillet) et le baron Wessenberg (19 juillet-20 novembre).
En dehors de Vienne, les Tchèques réclament et obtiennent leur autonomie sous l'égide de František Ladislav Rieger, qui exige une constitution libérale reconnaissant les droits historiques des peuples de Bohême. Les Hongrois, quant à eux, instaurent un ministère parlementaire, ce qui les place de facto hors de l'Empire. Charles Albert de Sardaigne, roi de Piémont-Savoie, lance le 23 mars une guerre nationaliste dans les provinces du nord de l'Italie occupées par l'Autriche. La bourgeoisie de langue allemande craint les effets secondaires de ce mouvement centrifuge et redoute les conséquences sociales d'une révolution à la française.

## Le reflux
Après la victoire de Custozza sur le Piémont qui permet d'interrompre les désirs unificateurs de la péninsule italienne et la répression en juin du soulèvement tchèque de František Palacký, l'armée et les forces loyalistes parviennent à reprendre Vienne le 31 octobre, grâce à l'action de Felix zu Schwarzenberg et de son beau-frère, Windisch-Graetz, qui rétablissent un nouvel empereur, François-Joseph Ier d'Autriche le 21 novembre, tandis que Ferdinand Ier d'Autriche se voit contraint d'abdiquer le 2 décembre. Pour ses bons et loyaux services, Schwarzenberg est nommé chancelier, ce qui permet à la contre-révolution de se poursuivre et de s'étendre à l'ensemble de l'Empire : les Hongrois sont soumis en 1849 avec l'aide de l'Empire russe.